# 洛林的伊麗莎白·泰蕾茲
洛林的伊麗莎白·泰蕾兹（法語：Élisabeth-Thérèse de Lorraine，1711年10月15日—1741年7月3日）是洛林公国的公主和意大利撒丁尼亚王后。
伊麗莎白·泰瑞絲的哥哥是日后的神圣罗马皇帝弗朗茨一世。1737年，她和已两次丧妻的撒丁国王卡洛·埃曼努埃萊三世结婚。她婚后诞下三个孩子，其中只有一个活到成年。1741年，她因难产而去世。